# Пошта Веке (Мехединци)
Пошта Веке (рум. Poșta Veche) насеље је у Румунији у округу Мехединци у општини Стангачауа. Oпштина се налази на надморској висини од 127 m.

## Становништво
Према подацима из 2002. године у насељу је живело 78 становника, од којих су сви румунске националности.